# Dan V. Stephens

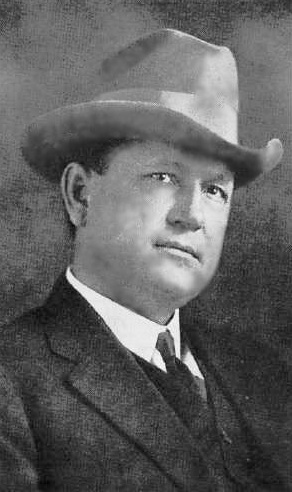
Dan V. Stephens

Dan Voorhees Stephens (* 4. November 1868 in Bloomington, Indiana; † 13. Januar 1939 in Fremont, Nebraska) war ein US-amerikanischer Politiker. Zwischen 1911 und 1919 vertrat er den dritten Wahlbezirk des Bundesstaates Nebraska im US-Repräsentantenhaus.

## Werdegang
Dan Stephens besuchte die öffentlichen Schulen seiner Heimat und danach das Valparaiso College. Seit 1887 war er in Fremont ansässig, wo er als Lehrer unterrichtete und Jura studierte. Zwischen 1890 und 1894 hatte er im Dodge County als Superintendent of Schools die Aufsicht über die Schulen in diesem Bezirk. Damals verfasste er selbst einige Bücher zum Thema Erziehung und Bildung. Neben diesen Tätigkeiten war Stephens auch noch in anderen Bereichen tätig. Er war in der Landwirtschaft, im Verlagswesen, im Bankgeschäft und im produzierenden Gewerbe engagiert. Politisch war er Mitglied der Demokratischen Partei, deren Democratic National Conventions er in den Jahren 1904, 1908, 1920, 1924 und 1932 als Delegierter besuchte.
Nach dem Tod des Kongressabgeordneten James P. Latta gewann Dan Stephens die notwendig gewordene Nachwahl zum US-Repräsentantenhaus. Da er die folgenden drei regulären Kongresswahlen ebenfalls für sich entschied, konnte er sein Mandat im Kongress zwischen dem 7. November 1911 und dem 3. März 1919 ausüben. Im Jahr 1918 scheiterte er allerdings am Republikaner Robert E. Evans. Nach dem Ende seiner Zeit im Kongress nahm Stephens seine früheren geschäftlichen Tätigkeiten in Nebraska wieder auf. Von 1923 bis 1926 war er Mitglied im Schulausschuss dieses Staates.